# ناشونال جيوغرافيك كيدز
ناشيونال جيوغرافيك كيدز (بالإنجليزية: National Geographic Kids)‏ هي مجلة أمريكية علمية شهرية شعبية للأطفال تنشرها الجمعية الجغرافية الوطنية في سبتمبر 1975 تحت اسم «ناشيونال جيوغرافيك العالمية» وقد نشرت المجلة 26 عاماٌ تحت هذا الاسم قبل ان يتم تغير اسمها إلي ناشونال جيوغرافيك كيدز في أكتوبر 2001، وهي مجلة متخصصة تهتم باحتياجات الأطفال واليافعين في أمور الحياة والمعرفة والجغرافيا وهي تصدر ب 18 لغة في العالم، وقد تمت ترجمة بعض مواضيعها في الطبعة العربية من مجلة ناشيونال جيوغرافيك التي صدرت في مصر عن مجموعة شركات نهضة مصر للنشر تحت اسم مجلة ناشيونال جيوغرافك للشباب.

## المنشورات والقراء

شعار مجلة ناشيونال جيوغرافيك

تنشر المجلة عشرة أعداد سنويا. يقع مقر المجلة في واشنطن، الولايات المتحدة. في يوليو 2006، أعلنت المجلة أنها قد باعت أكثر من 1.3 مليون نسخة وأن لديها أكثر من 4.6 مليون متابع باللغة الإنجليزية، غير 18 طبعة بلغة أخرى تنشر في بلغاريا، كرواتيا، مصر، ألمانيا، اليونان، المجر، اندونيسيا، الكيان الصهيوني، أمريكا اللاتينية، ليتوانيا، بلجيكا، هولندا، بولندا، رومانيا، روسيا، صربيا، سلوفينيا، جنوب أفريقيا (طبعتان)، تركيا والمملكة المتحدة.
تستهدف المجلة الأطفال في الفئة العمرية ما بين 6-14 عام. لدى المجلة مجلس إدارة مكون من 500 عضو لإدارة الشركة والرد على رسائل القراء بعد كل إصدار.
أطلقت المجلة مؤخرا فيلم فيلم بعنوان «ناشونال جيوغرافيك ليتل كيدز» يستهدف الأطفال تحت سن الروضة.
في عام 2009، أطلقت المجلة أول تقويم لها باسم تقويم ناشيونال جيوغرافيك كيدز لعام 2010، استمر هذا التقويم بالتحديث كل عام مع نشر كتاب جديد.

### قائمة الأطالس العالمية
- أطلس العالم الطبعة الأولى.
- أطلس العالم الطبعة الثانية.
- أطلس العالم الطبعة الثالثة (2010).
- أطلس العالم الطبعة الرابعة (2014).[10]

## المواضيع
توجد بعض المواضيع التي تنشر بصورة دورية مثل:
- حيوانات رائعة
- مواضيع ممتعة (كانت تسمى سابقا «كيدز إكسبريس»).
- نظرة من الداخل (كانت تسمى سابقا «أخبار العالم»).
- أطفال فعلوها.
- الذهاب في رحلة سفاري.
- ما الذي يحدث في العالم (هو أحد موضوعين ينشر بصفة دورية في كل عدد).
- مركز ألعاب الفيديو (كان يسمى سابقا «المستوى التالي»).
- غريب لكنه حقيقي.
- إختراعات رائعة.
- مجرمون أغبياء.
- مجرد مزاح (الموضوع الثاني الذي ينشر بصفة دورية).
- كاريكتور الرياضة (صور كوميدية لأشخاص أثناء ممارستهم الرياضة).
- موسوعة أرقام جينيس.
- مشاهده الحياة البرية.
- غير مقيد (سلسلة مقالات فكاهية عن ثلاث حيوانات أليفة تم تصميمها بواسطة شركة ستريكا الترفيهية).
- حيوانات أليفة مشاغبة (صور مضحكة لحيوانات أليفة تقوم بشيء سيئ).
- القائمة الخضراء.
- أراهن أنك لا تعلم (يشبه موضوع غريب لكنه حقيقي، لكنه إصدار موسمي).

## الطبعات الخاصة
في سبتمبر 2000، تم نشر الطبعة السنوية الخاصة «الخامسة والعشرين». احتوى العدد على قائمة «أفضل 25»، قائمة تظهر أكثر 25 شيء نال إعجاب قراء في المجلة ومتابعينها، جاءت أغلفة المجلة في المرتبة الأولى. نشرت الطبعة أيضا بعضا من رسائل القراء للمجلة خاصة رسائل قراء عمود «أطفال فعلوها»، العمود الأكثر شعبية في المجلة، احتوى العمود في هذه المرة على تحديثات حول حياة المشاهير الذين ظهروا في المجلة عندما كانوا أطفالًا، مثل ميشيل كوان.
نشرت الطبعة الخاصة بالذكرى الثلاثين في سبتمبر 2005. نالت الطبعة إعجاب العديد خصوصا مقال يصف كيف ستكون الحياة في ثلاثين عامًا (عام 2035) ومقال ثلاثين شيئا رائعا سنراهم في المستقبل.

## وصلات خارجية
- موقع مجلة ناشيونال جيوغرافيك كيدز علي الأنترنت
- موقع الإصدار العربي للمجلة